# Darmstädter Kantorei
Die Darmstädter Kantorei ist ein Laienchor aus Darmstadt. Die Geschichte der Kantorei lässt sich bis ins Jahr 1874 auf die Gründung des evangelischen Kirchengesangvereins zu Darmstadt zurückführen.
Ab 1878 wurde der Verein um eine Chorschule erweitert. Im Laufe der Vereinsgeschichte wechselte der Vereinsname vom ursprünglichen Kirchengesangverein zu Darmstadt zum Kirchengesangverein für die Stadtkirche zu Darmstadt. Ab 1934 dann Stadtkirchenchor zu Darmstadt. Unter Kantor Hermann Unger erfolgte ab 1964 eine Teilung des Stadtkirchenchors in einen Arnold-Mendelssohn-Chor und einen Ludwig-Hallwachs-Chor. 1971 wurden dann schließlich diese beiden Chöre zur Darmstädter Kantorei zusammengeführt.
Als Chor der Stadtkirche (Darmstadt) gestalten die Sängerinnen und Sänger regelmäßig die Gottesdienste der Stadtkirchengemeinde. Darüber hinaus werden die großen Werke der Chormusik gepflegt.
Konzertreisen führten den Chor u. a. schon nach Alkmaar, Troyes, Chesterfield, Graz, Trondheim, Venedig, Valencia und Moskau, in die USA und nach Schweden (mit Konzerten im Dom zu Lund und in der Haga-Kyrka in Göteborg). Höhepunkte der Kantoreiarbeit waren 1996 die deutsche Erstaufführung von Benjamin Brittens The Company of Heaven sowie die Aufführung von Händels Messias im Moskauer Tschaikowsky-Saal.
Heute besteht die Darmstädter Kantorei aus dem Großen Chor mit Schwerpunkt auf den großen Oratorien der Kirchenmusikliteratur, dem Kammerchor mit einem Schwerpunkt auf A-cappella-Musik und der Darmstädter Singschule mit ca. 120 Kindern und Jugendlichen in sieben verschiedenen Gruppen. Regelmäßige Kooperationen gibt es mit dem Staatstheater Darmstadt. Dort wirkte die Darmstädter Kantorei 2018 bei der hessischen Erstaufführung von Olivier Messiaens Oper Saint François d'Assise mit. Das Wirken der Kantorei wurde durch Aufnahmen für Rundfunk und Tonträger dokumentiert.

## Kantoren
| 1874–1891        | Ferdinand Bender        |
| 1891             | Ludwig Ewald            |
| 1891–1908        | Arnold Mendelssohn      |
| 1908–1958        | Wilhelm Borngässer      |
| 1958             | Eva Maria Allmannritter |
| 1958–1980        | Hermann Unger           |
| 1980             | Irene Härtel            |
| 1980–2006        | Berthold Engel          |
| ab November 2006 | Christian Roß           |